# Pejsegården
Hotel Pejsegården er et hotel beliggende i den sydlige ende af Brædstrup, og er Danmarks største privatejede hotel. Hotellet er ejet af Grethe Nygård, men bestyres til daglig af hendes datter Jytte Nygård.
Østjydsk Musikforsyning har hvert i perioden 1973-2008 spillet revy på hotellet.